# 下田村 (新潟県)

三条・燕地域における平成の大合併の地図。

下田村（しただむら）は、新潟県の中央部、中越地方に位置していた南蒲原郡の村である。2005年5月1日に三条市、南蒲原郡栄町及び下田村が合併して、三条市が発足する。
三条市（1934年ー2005年）への通勤率は33.6%（平成12年国勢調査）。

## 地理
五十嵐川上流盆地に広がる下田郷の山村である。
- 山：粟ヶ岳、守門岳
- 河川：五十嵐川、守門川
- 湖沼：大池、雨生ヶ池、笠堀湖（笠堀ダム）、ひめさゆり湖（大谷ダム）

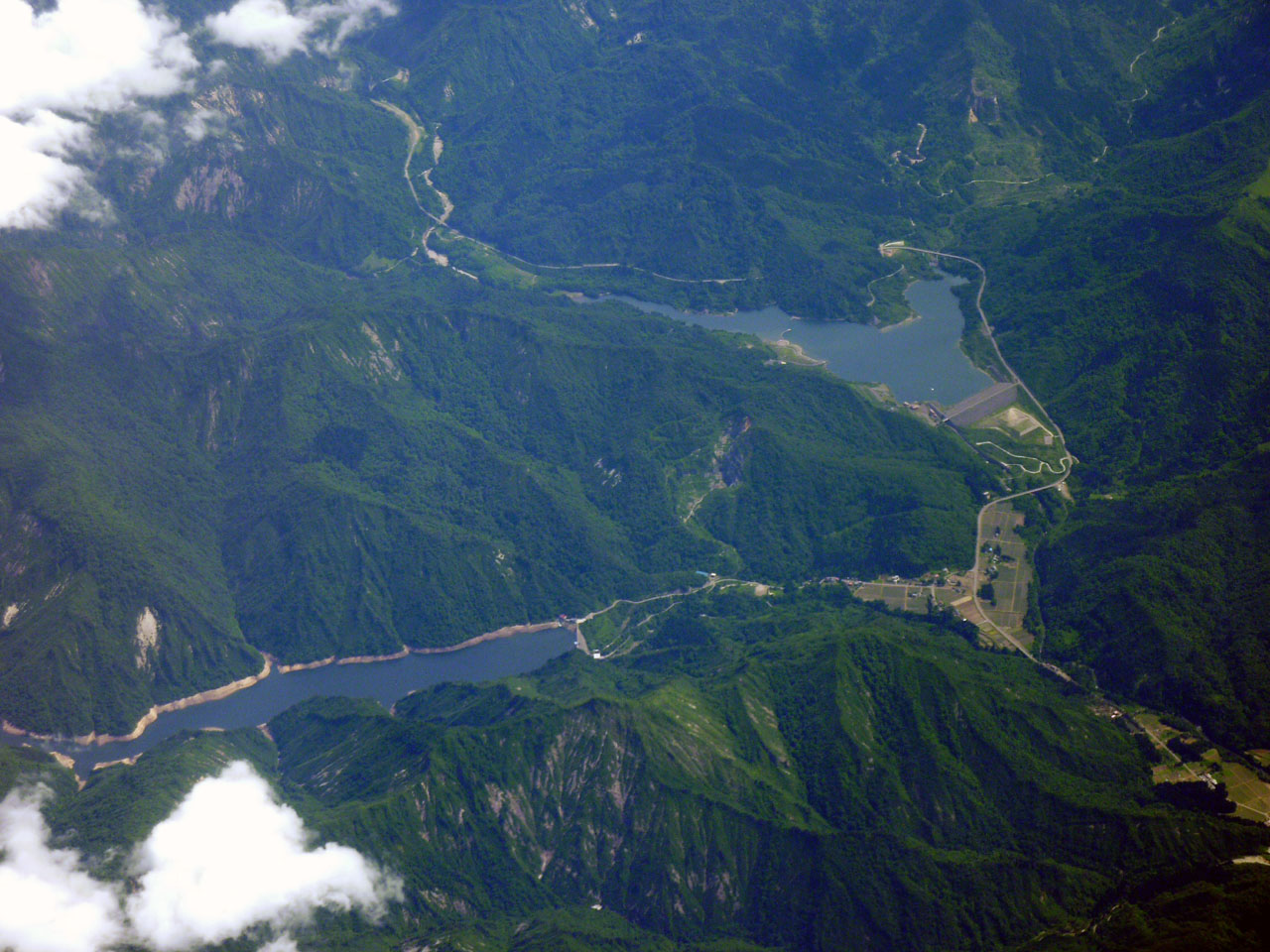
五十嵐川上流域に建設された笠堀ダムと大谷ダム。周辺はカモシカの生息地である[3]。

### 隣接していた自治体
- 新潟県
  - 魚沼市、加茂市、三条市、栃尾市、見附市
  - 中蒲原郡村松町
  - 東蒲原郡阿賀町
  - 南蒲原郡栄町
- 福島県
  - 南会津郡只見町

## 歴史
古くは「下田郷」（しただごう）、「下田保」（しただのほ）と呼ばれ、中世の頃は豪族の五十嵐氏によって支配されていた。近世では村松藩の所領となり、和紙（大谷地紙）や炭（三条金物向けの鍛冶屋炭）の生産のほか、五十嵐川沿いの新田開発が行われた。幕末（慶応4年）には西潟為蔵らが下田郷一揆を起こしている。
明治時代までは新潟と福島を結ぶ主要街道、八十里越の玄関口となり物流拠点としても栄えたが、磐越西線が開通すると街道としての機能は消失。さらに1960年代のエネルギー革命で主要産業であった製炭業が衰退すると、住民が豪雪地帯に住み留まる理由は無くなり山間部の過疎が急激に進行した。1970年3月には、八十里越の新潟側最後の宿場であった吉ヶ平が集団離村、800年続いた歴史を閉じている。

### 沿革
- 1889年（明治22年）4月1日：町村制の施行により、南蒲原郡笹岡村、長堀村、大浦村、高島村、四ツ沢村、本下田村、前谷村及び外谷村が発足する。
- 1901年（明治34年）11月1日：南蒲原郡笹岡村、長堀村、大浦村及び高島村が合併して、南蒲原郡長沢村が発足する。南蒲原郡四ツ沢村、本下田村及び前谷村の区域の一部が合併して、南蒲原郡森町村が発足する。南蒲原郡前谷村の区域の一部及び外谷村が合併して、南蒲原郡鹿峠村が発足する。
- 1955年（昭和30年）3月31日：南蒲原郡長沢村、鹿峠村及び森町村が合併して、南蒲原郡下田村が発足する。
- 1961年（昭和36年）11月18日：笠堀ダム竣工
- 1962年（昭和37年）：「大漢和辞典」を編纂した文学博士諸橋轍次を下田村名誉村民第1号に推挙
- 1993年（平成5年）：大谷ダム竣工
- 2004年（平成16年）
  - 7月13日：平成16年7月新潟・福島豪雨（7・13水害）。五十嵐川流域を中心に村内に甚大な被害
  - 10月23日：新潟県中越地震（新潟県中越大震災）発生。下田村荻堀では震度4（計測震度4.3）を観測。住家の一部損壊19棟、公共施設など3棟に被害。
- 2005年（平成17年）5月1日：三条市、南蒲原郡栄町及び下田村が合併して、三条市が発足する。
  - 下田村役場庁舎は三条市役所下田庁舎として引き続き利用されている。

## 行政
- 村長：佐藤寿一（1994年12月17日 - 2005年4月30日）

## 経済

### 産業
- 第一次産業 - 米、野菜、山菜の栽培のほか、畜産も盛んで、県の畜産試験場（新潟県農業総合研究所畜産研究センター）が置かれている[6]。
- 第二次産業・第三次産業 - 新潟県企業局が笠堀ダム直下に笠堀発電所を建設し、最大7,200キロワットの水力発電を行っている[7]。また、三条市との合併後ではあるが、三条市発祥のアウトドア用品メーカー・スノーピークが下田地区に本社を移転させている[8]。

## 教育
- 下田中学校
- 荒沢小学校（合併後の2014年に森町小へ統合[9]）
- 笹岡小学校
- 森町小学校
- 大浦小学校
- 長沢小学校
- 飯田小学校

## 交通

### 鉄道

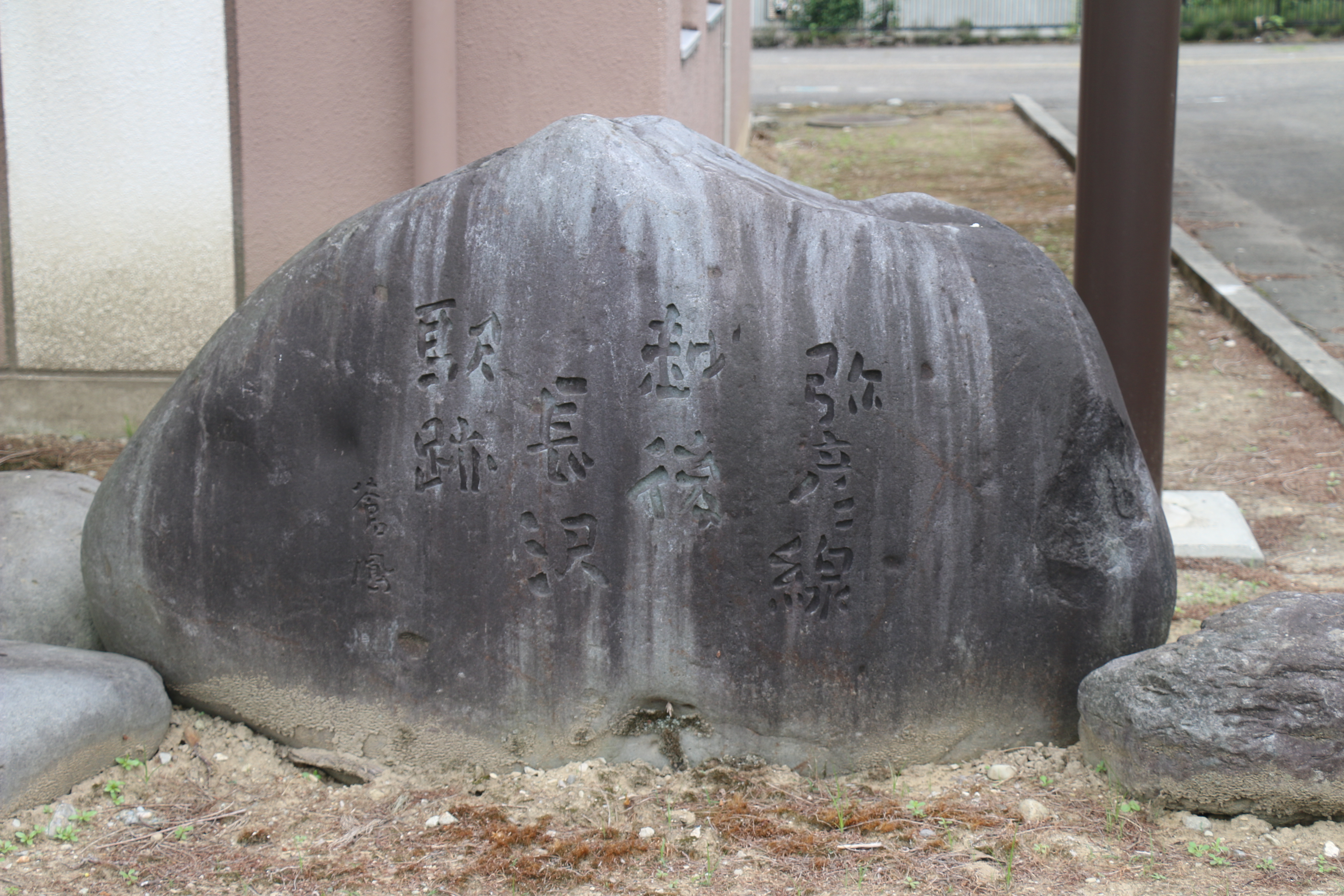
越後長沢駅跡

- かつては国鉄弥彦線が村内の越後長沢駅まで通っていたが、1985年4月1日に東三条駅までの区間が廃止となり、村内から鉄道路線が消滅した。なお、当時の線路跡は現在の国道289号線となっており、村内の公共交通は越後交通県央観光（越後交通の子会社）の路線バスに転換された。
  - 【廃止区間】東三条駅 - 越後大崎駅（三条市） - 大浦駅 - 越後長沢駅

### 道路
- 高速道路

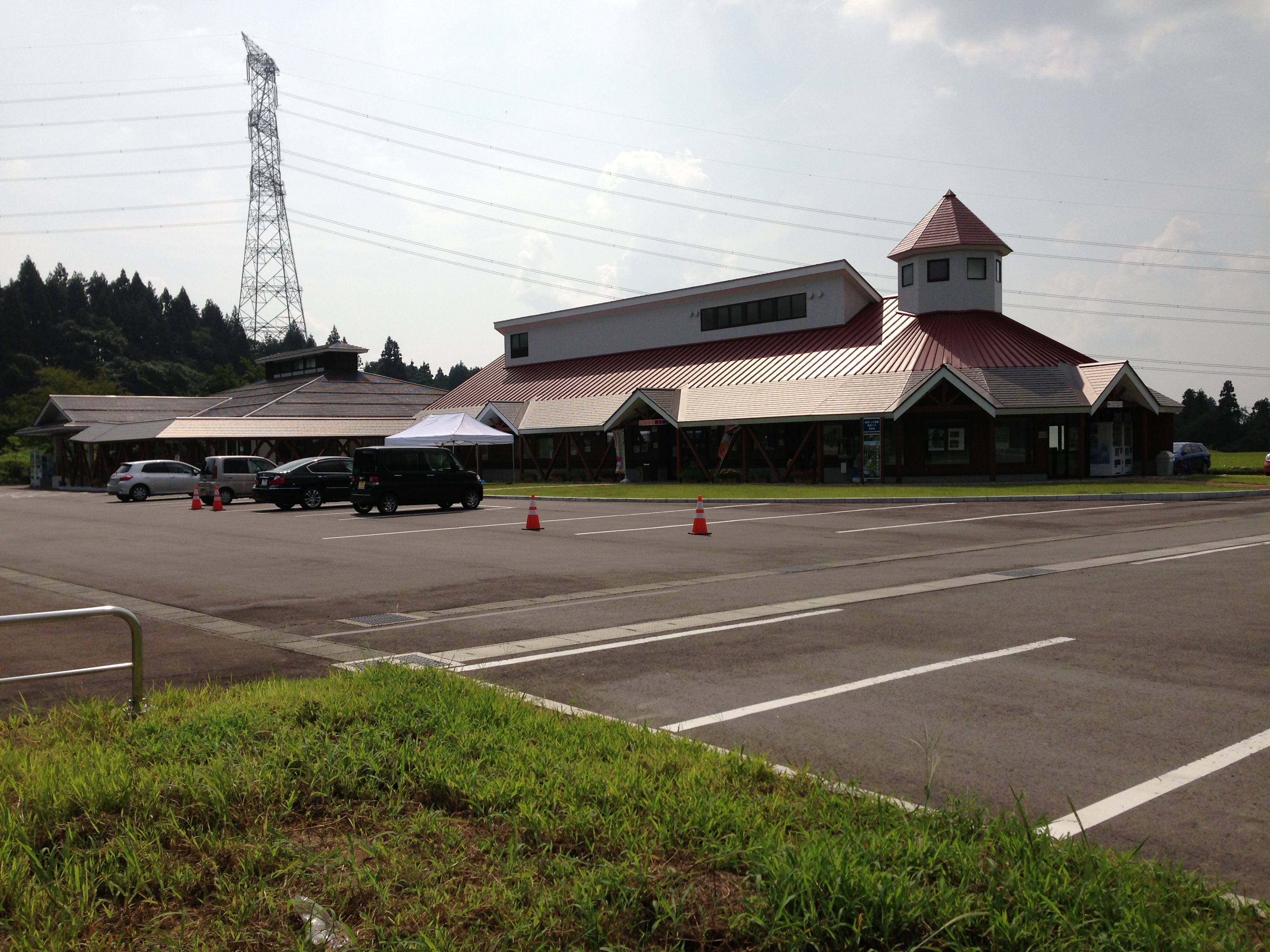
道の駅漢学の里しただ

  - なし（最寄のインターチェンジは、北陸自動車道の三条燕IC）
- 一般国道
  - 国道289号
    - 八十里越

  - 国道290号
- 主要地方道
  - 新潟県道9号長岡栃尾巻線
- 道の駅
  - 漢学の里しただ

## 名所・旧跡・観光スポット・祭事・催事
- 五十嵐神社 - 五十日足彦命も参照
- 越後長野温泉
- 大谷ダム
- 笠堀ダム
  - 国指定天然記念物「笠堀のカモシカ生息地」
- 高城ヒメサユリの小径
- 赤坂古戦場
- 八木ヶ鼻
  - 八木ヶ鼻温泉
  - 八木神社
  - ハヤブサの生息地
- 下田城跡
- 漢学の里しただ（道の駅）・諸橋轍次記念館
- ウェルネスしただ・下田郷資料館
- 下田郷のいしぶみ

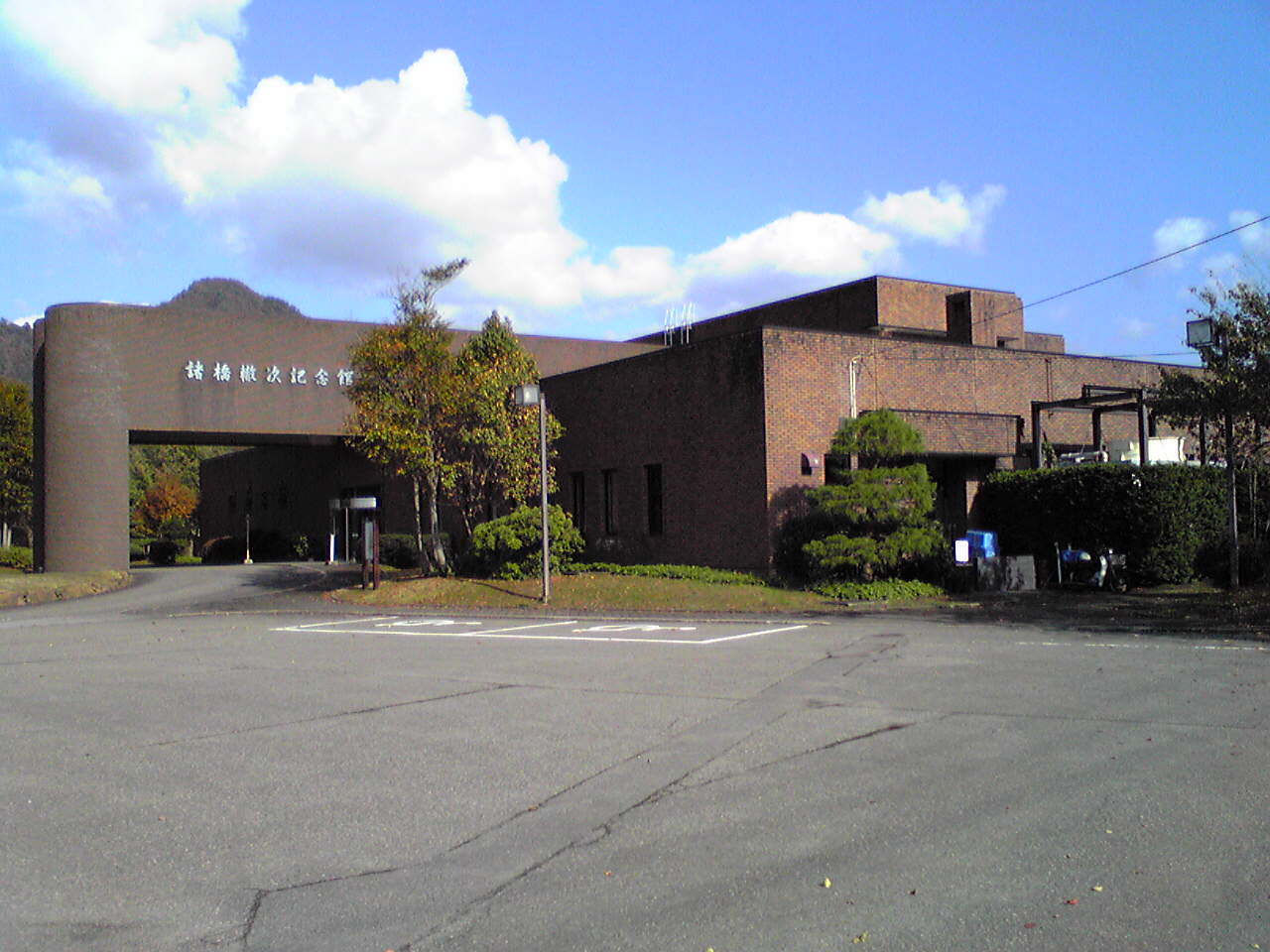
諸橋轍次記念館

- 白鳥の郷公苑 - 白鳥がシベリアから越冬のために飛来する。冬期に見られる
- 吉ヶ平
  - 吉ヶ平自然体感の郷
  - 雨生ヶ池・大池

## 食べ物
- ひこぜん - つぶしたご飯をワラジ型に整えて串にさし、エゴマ味噌をつけて炭火で焼いた郷土料理。

## 著名な出身者

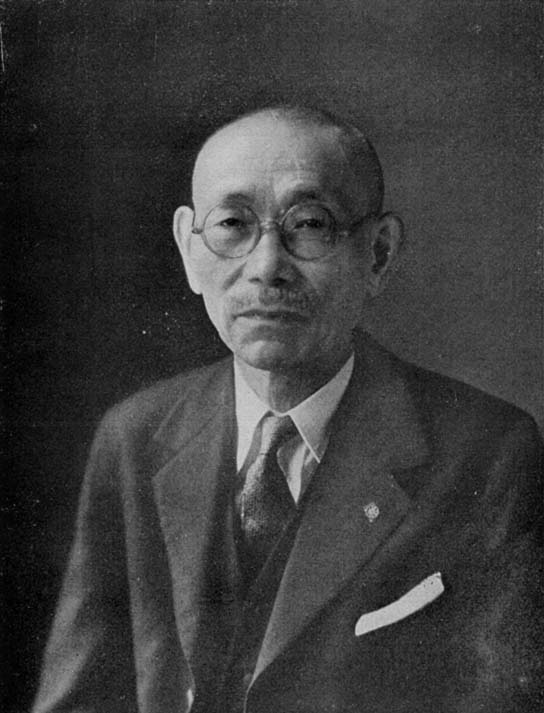
諸橋轍次

- 西潟為蔵（政治家）
- 諸橋轍次（漢学者）
- 今井誠（弁護士・元新潟県弁護士会長）
- 高井盛雄（元新潟県副知事）
- 小林茂（映画監督）
- 船見啓子（元カネボウキャンペーンガール）
- 滝沢亮（三条市長）
- 目黒泉（ナレーター・声優）